# 小森亮介
小森 亮介（こもり りょうすけ、1986年1月1日 - ）は、日本の男性総合格闘家。千葉県出身。ディープラス所属。

## 来歴
日本体育大学体育学部武道学科に入学柔道部に在籍し、大学中退後に吉田道場へ入門し総合格闘技を始めた。
2008年12月28日、DEEPフューチャーキングトーナメント2008・バンタム級に出場。2回戦を腕ひしぎ十字固め、準決勝をヒールホールド、決勝を下からの変形スリーパーホールド（自身は「電撃ネットワーク」と命名）と3試合すべてで1R開始1分以内に一本勝ちして優勝を果たした。
2009年3月14日、club DEEP TOKYOで岡元飛竜と対戦し、判定負け。
2009年6月、戦極G!杯バンタム級に出場。準決勝で竹中慎と対戦し、ヒールホールドで一本勝ち。8月2日、戦極 〜第九陣〜のオープニングファイトとして行われた決勝で沼尻健に左フックでKO勝ちを収め、戦極G!杯バンタム級優勝を果たした。9月23日、戦極 〜第十陣〜のオープニングファイトで行われた「戦極G!杯 日韓対抗戦」でソ・ジェヒョンに判定負け。
2010年4月25日、吉田秀彦引退興行 〜ASTRA〜で村田卓実と対戦し、判定負け。
2010年6月6日、DEEP CAGE IMPACT 2010 in OSAKAで吉武伸洋と対戦し、開始24秒ヒールホールドで一本勝ち。

## 戦績

### 総合格闘技
| 総合格闘技 戦績 | 総合格闘技 戦績 | 総合格闘技 戦績 | 総合格闘技 戦績 | 総合格闘技 戦績 | 総合格闘技 戦績 | 総合格闘技 戦績 |
| --------------- | --------------- | --------------- | --------------- | --------------- | --------------- | --------------- |
| 10 試合         | (T)KO           | 一本            | 判定            | その他          | 引き分け        | 無効試合        |
| 5 勝            | 1               | 4               | 0               | 0               | 0               | 0               |
| 5 敗            | 1               | 0               | 4               | 0               | 0               | 0               |

| 勝敗 | 対戦相手        | 試合結果                          | 大会名                                                       | 開催年月日     |
| ×    | オーロラ☆ユーキ | 1R 3:30 TKO（グラウンドの肘打ち） | DEEP CAGE IMPACT 2014 〜ミスターメガトン誠悟引退興行〜       | 2014年7月21日  |
| ×    | 赤尾セイジ      | 5分2R終了 判定0-3                 | DEEP 49 IMPACT                                               | 2010年8月27日  |
| ○    | 吉武伸洋        | 1R 0:24 ヒールホールド            | DEEP CAGE IMPACT 2010 in OSAKA                               | 2010年6月6日   |
| ×    | 村田卓実        | 5分2R終了 判定0-3                 | 吉田秀彦引退興行 〜ASTRA〜                                   | 2010年4月25日  |
| ×    | ソ・ジェヒョン  | 5分2R終了 判定0-3                 | 戦極 〜第十陣〜                                              | 2009年9月23日  |
| ○    | 沼尻健          | 1R 3:25 KO（左フック）            | 戦極 〜第九陣〜 【戦極G!杯 バンタム級 決勝】                 | 2009年8月2日   |
| ×    | 岡元飛竜        | 5分2R終了 判定0-3                 | club DEEP TOKYO in 1st RING                                  | 2009年3月14日  |
| ○    | 上嶋佑紀        | 1R 0:47 変形スリーパーホールド    | DEEPフューチャーキングトーナメント2008 【バンタム級 決勝】   | 2008年12月28日 |
| ○    | 小林博幸        | 1R 0:53 ヒールホールド            | DEEPフューチャーキングトーナメント2008 【バンタム級 準決勝】 | 2008年12月28日 |
| ○    | 板谷一樹        | 1R 0:31 腕ひしぎ十字固め          | DEEPフューチャーキングトーナメント2008 【バンタム級 2回戦】  | 2008年12月28日 |

### 非公式戦
| 勝敗 | 対戦相手 | 試合結果               | 大会名                         | 開催年月日 |
| ○    | 竹中慎   | 1R 2:06 ヒールホールド | 戦極G!杯 【バンタム級 準決勝】 | 2009年6月  |

## 獲得タイトル
- DEEPフューチャーキングトーナメント2008 バンタム級 優勝（2008年）
- 戦極G!杯 バンタム級 優勝（2009年）